# Championnat de Lorraine de cross-country
 (mars 2021).
Si vous disposez d'ouvrages ou d'articles de référence ou si vous connaissez des sites web de qualité traitant du thème abordé ici, merci de compléter l'article en donnant les références utiles à sa vérifiabilité et en les liant à la section « Notes et références ».
Le Championnat de Lorraine de cross-country est la compétition annuelle de cross-country désignant le champion de la ligue de Lorraine de la discipline. Il est qualificatif pour les Interrégionaux Nord-Est de cross-country.

## Palmarès cross long hommes
- 2002 : Edouard Burrier
- 2004 : Georges Burrier
- 2005 : Omar Errachidi
- 2006 : Edouard Burrier
- 2007 : Georges Burrier
- 2008 : Edouard Burrier
- 2009 : Hakim Bagy
- 2010 : Georges Burrier
- 2011 : Georges Burrier
- 2012 : Georges Burrier
- 2013 : Georges Burrier
- 2014 : Julien Sapy
- 2015 : Benjamin Choquert
- 2016 : Félix Bour
- 2017 : Félix Bour
- 2018 : Mohammed Moussaoui
- 2019 : Mohammed Moussaoui
- 2020 : Yann Schrub

## Palmarès cross long femmes
- 2002 : Pascale Habran
- 2004 : Laetitia Humbert
- 2005 : Nathalie Moreau
- 2006 : Jenny Leonard
- 2007 : Daisy Colibry
- 2008 : Jenny Leonard
- 2009 : Jenny Leonard
- 2010 : Daisy Colibry
- 2011 : Mylène Corradi
- 2012 : Mylène Corradi
- 2013 : Daisy Colibry
- 2014 : Louisa Belhadad-Godart
- 2015 : Daisy Colibry
- 2016 : Daisy Colibry
- 2017 : Daisy Colibry
- 2018: Florence Scher
- 2019: Jeanne Lehair
- 2020: Florence Scher